# Leochilus hagsateri
Leochilus hagsateri är en orkidéart som beskrevs av Mark W. Chase. Leochilus hagsateri ingår i släktet Leochilus och familjen orkidéer. Inga underarter finns listade i Catalogue of Life.